# Пауль Даймлер
Па́уль Да́ймлер (нім. Paul Daimler; 13 вересня 1869, Карлсруе, Німеччина — 15 грудня 1945, Берлін, Німеччина) — німецький інженер-механік, винахідник, конструктор автомобілів і двигунів, старший син знаменитого конструктора й винахідника Готтліба Даймлера. Технічний директор німецького виробника двигунів внутрішнього згоряння і автомобілів «Daimler-Motoren-Gesellschaft» (DMG) з 1907 до 1922 року.

## Життєпис

### Ранні роки
Пауль Даймлер народився 13 вересня 1869 року у місті Карлсруе (Німеччина), у сім'ї інженера і винахідника Готліба Даймлера. Вищу освіту отримав у Технічному університеті Штутгарта (нім. TH Stutgart), після чого став активно допомагати батькові. Так, наприклад, в листопаді 1885 року він подорожував з батьком від Каннштатта до Унтертюркгайма на першому у світі прототипі мотоцикла з двигуном внутрішнього згоряння — «Daimler Reitwagen».

### Кар'єра

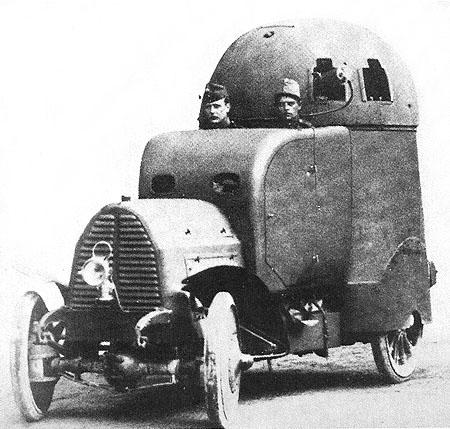
Броньований автомобіль Austro-Daimler Panzerwagen (1906)

З 1897 року Пауль обіймав посаду інженера-конструктора в компанії батька. Після смерті Готтліба Даймлера (1900 рік) справу з виробництва автомобілів в рамках компанії «Daimler-Motoren-Gesellschaft» продовжили його друг Вільгельм Майбах і син. У 1901 році Пауль представив власну конструкцію автомобіля — «Paul-Daimler-Wagen», що вироблявся до 1902 року. Завдяки набутому досвіду у 1902 році Пауль Даймлер був призначений технічним директором австрійської філії Austro-Daimler у місті Вінер-Нойштадт. Підприємство зайнялось виробництвом автомобілів. У 1905 році Пауль створив власний варіант броньованого автомобіля з приводом на чотири колеса. У цей же час він повернувся до Штутгарта, де отримав посаду головного конструктора і члена правління DMG. З 1907 до 1922 року Пауль виконував функції технічного директора заводів «Daimler-Motoren-Gesellschaft» в Унтертюркгаймі (нім. Untertürkheim), Зіндельфінген (з 1915 року) і Берлін-Марієнфельді. З 1915 року Пауль зацікавився застосуванням турбокомпресорів.
1 липня 1923 року Пауль Даймлер покинув компанію батька і приєднався до фірми «Horch», що входила у той час до концерну «Argus Motoren Gesellschaft», обійнявши посаду конструктора у відділі авіаційних двигунів, на якій перебував до 1928 року і займався розробкою автомобільних двигунів. На новому місці він у 1926 році сконструював 8-циліндровий 3,2-літровий силовий агрегат потужністю 60 кінських сил. Двигун не просто відповідав високим стандартам марки, але і встановив нову планку плавності ходу і безшумності роботи. Завдяки цій розробці та іншим досягненням Пауля Даймлера компанія «Horch» стала одним з провідних виробників автомобілів у Німеччині. Він займався також розробкою гідравлічних штовхачів (компенсаторів) клапанів, які вперше були використані в німецькому автомобілебудуванні в 1931 році на Horch 670.
У 1928 році Пауль покинув автомобільну промисловість за станом здоров'я, однак продовжував працювати як інженер-консультант.
Пауль Даймлер помер 15 грудня 1945 року у Берліні (Німеччина), у віці 76 років.
Був одружений з Гелен Даймлер (нім. Helene Daimler), до шлюбу Якоб (нім. Helene Jakob). Мав трьох дітей: Пауля Готтліба, Герхарда і Гелен.

## Публікації
- Paul Daimler. The Development Of The Petroleum Automobile // Engineering Magazine. — 1901. — Т. XXII, № 3. — С. 350.